# Ponto partido
Ponto partido é um ponto de bordado do tipo reto, muito importante para trabalhos figurativos sendo empregado para contornos e cobertura.

## Utilização
O uso deste ponto para cobertura caiu em declínio uma vez que o ponto cheio foi aprimorado.

## Execução

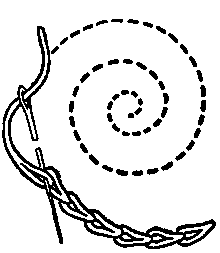
Execução do ponto partido

Como o nome sugere, a linha é partida durante a confecção do ponto, de modo que sua estrutura se torna invisível. Para executar esse ponto é preciso usar um fio constituído por um número par de cabos e sem torção.
Inicialmente se faz um ponto reto comum, depois introduz-se a agulha entre os fios do ponto.